# Greta Anjou
Greta Sofia Anjou, född 20 april 1909 i Östra Vingåker, död 26 september 1984 i Johannes församling, Stockholm, var en svensk skådespelare.
Hon hade huvudrollen som Greta Blom i filmen Flickan från Värmland, som anses vara en av de sista svenska stumfilmerna.

## Filmografi
- 1927 – Hin och smålänningen
- 1931 – Flickan från Värmland